# Burg Breitenbach (Hausbreitenbach)
Die abgegangene Wasserburg Breitenbach war ein im Mittelalter errichteter Verwaltungssitz und eine Befestigungsanlage bei Berka/Werra gegenüber dem ehemaligen Gut inmitten einer Wiese am Unterlauf der Suhl am nördlichen Ortsrand von Hausbreitenbach im Wartburgkreis in Thüringen.

## Geschichte
Im Jahr 1290 übergab Landgraf Albrecht II. die Burg Breitenbach als eine Vogtei an seinen Sohn Apitz.
Die zum Territorium der Reichsabtei Hersfeld gehörige Burg Breitenbach war ein Verwaltungsmittelpunkt und eine starke Befestigungsanlage im Werratal. Die Burg entstand als Wasserburg am Unterlauf des Flüsschens Suhl, nahe der Mündung in die Werra bei Berka/Werra.
Zum Umfeld der Burg gehörte das Dorf Breitenbach, das sich am Südrand des Tales erstreckte. Es soll noch vor dem Dreißigjährigen Krieg von beträchtlicher Größe gewesen sein. Hier lagen auch die Höfe der Burgmannen und das sogenannte Vorwerk – zuletzt ein Gut. Noch 1722 wurden letzte Überbleibsel des Amtshauses als Schutthaufen in der Wiese bemerkt. Als Burgmänner und Amtsinhaber wurden in Urkunden zum Amt Hausbreitenbach ermittelt:
- von Herda (1350–1354)
- Eberwein von Rumrodt (1357)
- von Hornsberg (1358)
- Hermann von Rumrodt (1366)
- von Schindekopf (1366)
- von Buchenau (1398)
- von Besa und von Rode (1400)
- von Reckrodt (1448)
- von Bischofrode (1498)
- von der Tann (1558–1686)
- von dem Brinck (1???–1729)[2]

## Bauliche Anlage
Über die Burg liegen keine Beschreibungen und Hinweise zur baulichen Entwicklung vor. Bei den Untersuchungen im Trassenverlauf einer Gasleitung, welche die Verortung der Anlage ermöglichte, wurde zumindest eine Außenmauer und ein Grabenabschnitt eingemessen.
Die Burg wurde nach ihrer Zerstörung vollkommen abgetragen und mit dem Bauschutt die Wassergräben verfüllt und einplaniert. Die Bauern der Region bedienten sich, um billig an Steine für Feldwege und Hofpflasterungen zu gelangen.